# Collège LaSalle
Pour les articles homonymes, voir Lasalle.
 (août 2024).
Le Collège LaSalle est un établissement d’enseignement supérieur fondé en 1959. Situé à Montréal au Québec, il s'agit du plus important collège privé d'intérêt public au pays. Ses programmes, offerts en français ou en anglais, sont conçus pour répondre aux exigences des institutions d’enseignement supérieur ainsi qu’aux besoins et tendances du marché de l’emploi, soit les organismes publics et les industries visées. Il propose ainsi plus de 60 programmes de types DEC et AEC.
En tant que membre du réseau LCI Éducation, le Collège LaSalle mise sur l’internationalité et exporte son expertise par le biais de 23 campus répartis sur cinq continents, soit les Amériques (Canada, Mexique, Colombie), l'Afrique du Nord (Maroc, Tunisie, Algérie), l’Europe (Espagne, Turquie), l'Asie (Chine, Indonésie), et l'Océanie (Australie). 

## Historique
Le Collège LaSalle a été fondé en 1959, à Ville Lasalle, près de Montréal, par Monsieur Jean-Paul Morin. Cet entrepreneur canadien se fixe alors la mission de procurer à la population québécoise des opportunités de carrières par le biais d’un enseignement adapté aux besoins du marché de l’emploi. Le tout premier programme offert l’est en secrétariat.
Le Collège mise par la suite sur le développement et la formation dans le domaine de la mode. 
Il est devenu en 1976, le Collège LaSalle Inc., société à but non lucratif formée en vertu de la 3e partie de la loi sur les compagnies. D’abord reconnu aux fins de subventions, le Collège est ensuite reconnu d’intérêt public en 1981, par le Ministère de l'Éducation du Québec. En 1976, avec la création du Collège LaSalle, est née également une société de services sous le titre des Entreprises Jean-Paul Morin (1976), l’ancêtre du Groupe Collège LaSalle qui a poursuivi les activités des Entreprises Jean-Paul Morin à compter de 1988 et qui a été formé en société de gestion à compter de 1992. La période des années 1990 et des années 2000 a vu naître au sein du Groupe Collège LaSalle un grand nombre d’établissements d'enseignement ou de formation, au Québec comme à l’international, et de nombreux services périphériques. C’est donc pour répondre à son besoin d'assurer la direction, la coordination et le développement de ses établissements d'enseignement ou de formation, au Québec, au Canada et à l’international, mais aussi afin d’assurer la gestion des nombreux services mis en place pour faciliter la réalisation de leur mission, qu’a œuvré jusqu’ici le Groupe Collège LaSalle, lequel continue d’y œuvrer encore aujourd’hui, mais, depuis juillet 2009, sous une nouvelle appellation : LaSalle International.

## Chronologie
- 1959 : Fondation et ouverture du Collège commercial LaSalle sur la rue Centrale à Ville Lasalle, par Jean-Paul Morin. Les premiers cours à y être dispensé le sont en secrétariat[3].
- 1962 : Lancement de la méthode de sténographie Speedwriting et du cours de charme et maintien Nancy Taylor[4].
- 1963 : À l’initiative de Jean-Paul Morin, le Collège LaSalle est le premier collège à organiser une journée « portes ouvertes » à Montréal. Le Collège devient également le premier à imprimer une publicité couleur et à faire de la publicité télé[5].
- 1966 : Lancement du programme Commercialisation de la mode (le programme a été conçu par des professeurs du Fashion Institute of Technology de New York).
- 1966 : Lancement du programme Lignes aériennes en collaboration avec Delta Airlines.
- 1970 : Mise sur pied d’un service de placement pour les diplômés du Collège LaSalle.
- 1970 : Le Collège LaSalle devient le premier établissement d’éducation collégiale à offrir une formation en technologies de la mode.
- 1971 : Lancement d’un programme d’administration de l’hôtellerie en collaboration avec l’Hôtel Sheraton[6].
- 1973 : Le Collège LaSalle reçoit son statut d’établissement collégial du ministère de l’Éducation du Québec.
- 1973 : Lancement du programme de Design de mode d’une durée de trois ans pour l’obtention d’un diplôme d’études collégiales (DEC)[7].
- 1978 : Le Collège LaSalle est désigné « Centre spécialisé de la mode » par le ministère de l’Éducation du Québec[7].
- 1979 : M. Jacques Marchand se joint à l'équipe du Collège LaSalle[8].
- 1983 : Création du Collège Inter-Dec qui offre à cette époque des programmes dans le domaine de l’esthétique et de l’informatique[9].
- 1988 : Jean-Paul Morin prend sa retraite[7].
- 1988 : MM. Jacques Marchand et Jacques Lefebvre acquièrent le Collège LaSalle[7].
- 1989 : Ouverture du premier Collège LaSalle International à Casablanca, au Maroc. Cette inauguration marquera le début de LaSalle International, qui deviendra pas la suite LCI Éducation[10].
- 1989 : La Fondation de la Mode de Montréal est créée afin de soutenir la formation et la recherche dans l'industrie de la mode.
- 1995 : Inauguration de l'École supérieure de mode de Montréal (L'ÉSMM), un partenariat entre le Groupe Collège LaSalle et l'Université du Québec à Montréal (UQAM). Grâce à cette association, il est désormais possible d’obtenir un diplôme universitaire en mode au Canada[11].
- 1996 : Inauguration du restaurant Le Fuchsia, le restaurant laboratoire de l’École d’Hôtellerie et de Tourisme du Collège LaSalle[12].
- 1997 : Création du Centre international de langues de Montréal (CILM) offrant des cours en 7 langues aux étudiants canadiens et internationaux[13].
- 2000 : Inauguration de l'École de formation en ligne du Collège LaSalle qui offre des services de formation en ligne.
- 2010 : Création du site web UXIBUS, portfolio en ligne pour les diplômés du Collège LaSalle[14].
- 2014 : Après 25 ans, le Collège LaSalle change son image et son logo[15].  Le réseau LaSalle International devient le Réseau LCI Éducation[16].
- 2014 : M. Claude Marchand prend la relève du Réseau LCI Éducation à titre de Président et chef de la direction.
- 2019 : Le restaurant Le Fuchsia ainsi que sa cuisine-école font l'objet d'investissements majeurs. Le restaurant Le Fuchsia devient La Classe restaurant[17].
- 2019 : Le Collège LaSalle et le Collège Inter-Dec fusionnent leurs activités[17].

## Un Collège, sept écoles
Le Collège LaSalle regroupe 7 écoles sous un même toit. Chacune d’entre elles est spécialisée dans un domaine particulier.
- Mode
- Arts, design et communication
- Éducation et sciences humaines
- Gestion et administration
- Hôtellerie et tourisme
- Jeux vidéo, animation et VFX
- Technologies de l'information

En plus de ces sept écoles qui regroupent à elles seules une soixantaine de programmes, le Collège LaSalle offre certains programmes strictement en ligne sous une formule "à distance mixte". Mais la plupart des programmes du Collège LaSalle sont offerts sur campus ou à distance.

## Programmes
Le Collège LaSalle offre une variété de plus de 60 programmes. Les enseignants sont pour la plupart des gens du métier, reconnus et toujours actifs dans leur domaine respectif. Ces experts de l’industrie conçoivent tous les programmes et misent fortement sur l'acquisition d'expérience professionnelle. La plupart des programmes incluent un stage obligatoire conditionnel à l’obtention du diplôme. 
Les étudiants peuvent également prendre part au programme Alternance travail-études (ATE) qui leur permet de faire l'expérience d'un stage rémunéré pendant les mois d'été.
Le Collège LaSalle relève du ministère de l’Éducation et permet l’obtention de trois types de diplômes. 
- Programmes préuniversitaires et techniques – DEC : un diplôme d'études collégiales permet de se préparer à des études universitaires ou d’accéder directement au marché du travail.

- Programmes en formation continue – AEC : l’attestation d'études collégiales sert à réorienter sa carrière ou à acquérir rapidement un ensemble de compétences spécifiques à un domaine choisi et applicables sur le marché du travail.

## Diplômés reconnus
Plusieurs personnalités reconnues ont étudié au Collège LaSalle dont :
- Marie Saint-Pierre, styliste de mode[22]
- Julie Bérubé, styliste[23]
- Denis Gagnon, styliste et designer[24]
- Annie Horth, styliste[25]
- Andy Thê-Anh, styliste[26]